# Є-data
Портал Є-data (Єдиний вебпортал використання публічних коштів) є офіційним державним інформаційним ресурсом у мережі Інтернет, на якому оприлюднюється інформація згідно із Законом «Про відкритість використання публічних коштів».
Доступ до інформації, оприлюдненої на єдиному вебпорталі використання публічних коштів, є вільним та безоплатним, що надає можливість задоволення публічного інтересу щодо процесів контролю, утворення, розподілу та використання публічних коштів розпорядниками та одержувачами коштів Державного бюджету України, бюджету Автономної Республіки Крим і місцевих бюджетів, органами Пенсійного фонду, підприємствами, а також фондами загальнообов’язкового державного соціального страхування.

## Історія
Одна з найбільших проблем української влади, яка є першопричиною корупції – її закритість. Більшість інформації щодо використання коштів платників податків ніде не публікується, що створює умови для махінацій. Для вирішення цієї проблеми експерти Центру «Ейдос» розробили законопроєкт, який отримав назву «Про відкритість використання публічних коштів». Закон передбачав створення єдиного вебпорталу з усією інформацією щодо витрат коштів державного та місцевих бюджетів, державних та комунальних підприємств, спеціальних фондів тощо. Закон був розроблений експертами Центру «Ейдос» іще навесні 2013 року і в травні 2013 року був внесений до Верховної Ради. У червні 2014 року Верховна Рада прийняла Закон у першому читанні і лише 11 лютого 2015 року – у другому читанні та в цілому. Це сталося всупереч колосальному спротиву, який чинили деякі політичні сили і стало можливим завдяки масштабній адвокаційній кампанії Центру, яка тривала майже два роки. 23 березня Прем’єр-міністр України Арсеній Яценюк підписав Розпорядження щодо затвердження календарного плану з впровадження закону. 
15 вересня Міністерство фінансів презентувало єдиний вебпортал використання публічних коштів e–data.gov.ua, розроблений відповідно до закону №0949 «Про відкритість використання публічних коштів». Уже зараз на порталі можна переглядати платіжні транзакції. 
Сьогодні портал e–data.gov.ua став одним з ключових інструментів у сфері протидії корупції. В кілька кліків на ньому можна знайти інформацію про усі витрати і оплати будь-якого державного чи комунального підприємства, місцевого бюджету тощо.

## Основні законодавчі та нормативні засади для створення проєкту
- Закон України «Про відкритість використання публічних коштів» [Архівовано 27 липня 2016 у Wayback Machine.]
- План заходів з виконання Програми діяльності Кабінету Міністрів України [Архівовано 21 листопада 2016 у Wayback Machine.] та Стратегії сталого розвитку "Україна - 2020" [Архівовано 19 листопада 2016 у Wayback Machine.] у 2015 році п. 95: «Впровадження інтегрованої інформаційно-аналітичної системи "Прозорий бюджет" з метою забезпечення доступності інформації про державні фінанси для суспільних потреб із забезпеченням відкритої звітності за всіма коштами, використаними отримувачами бюджетних коштів..»
- Коаліційна угода Парламенту VIII скликання [Архівовано 19 вересня 2016 у Wayback Machine.] п. 2.5.10.: «Запровадження системи «Прозорий бюджет» з метою забезпечення доступності інформації про державні фінанси для суспільних потреб.

## Мета проєкту
Створити відкритий ресурс, який забезпечить повну прозорість державних фінансів та задовольнить право громадськості на доступ до інформації.
З 15 вересня 2015 року на порталі оприлюднюються всі трансакції Державної казначейської служби, з листопада на ньому доступна інформація про використання коштів державного і місцевих бюджетів, а у січні інформацію почали розкривати суб’єкти господарювання державної і комунальної власності, у статутному капіталі яких державна або комунальна частка акцій (часток, паїв) перевищує 50 відсотків.

## Модулі проєкту[2]
Перший модуль: «SPENDING» через який реалізовано Закон України «Про використання публічних коштів». У вересні 2015 року було створено Офіційний портал публічних фінансів України на якому оприлюднюються:
- Трансакції казначейства
- Звітність та договори розпорядників, державних цільових фондів, державних та комунальні підприємств
- Завдяки запуску першого модуля проєкту Україна піднялася в світовому рейтингу Global Open Data Index на 54 місце з 122 країн світу.

Другий модуль: 11 січня 2016 року Кабінет Міністрів затвердив концепцію «Прозорого бюджету».
«Прозорий бюджет» - це інтегрована інформаційно-аналітична система, яка є інструментом управління публічними коштами.
Створення системи «Прозорий бюджет» забезпечить:
- підвищення ефективності використання бюджетних коштів;
- зменшення імовірності зловживань та вчинення корупційних дій на всіх етапах бюджетного процесу;
- підвищення міжнародного рейтингу України за Індексом відкритості бюджету;
- надасть доступ до інформації для громадян про бюджетні процеси та виконання бюджету.
- Система «Прозорий бюджет» буде включати в себе усі складові управління публічними коштами. Серед основних можна виділити розділи: державного та місцевого бюджетів, аналітику, системи контролю, розділи оприлюднення інформації для громадськості та розділи, пов’язані з методологією і навчанням.

Головним драйвером реалізації модулю «Прозорий бюджет» буде система KPI (Key performance indicator / ключові показники ефективності).
Складовою частиною системи «Прозорого бюджету» є відкритий розділ «Бюджет для громадськості» (OPEN BUDGET), який вже у серпні цього року планується інтегрувати до публічного вебпорталу «Є-data».
До 2018 року планується забезпечити повний функціонал Інтегрованої інформаційно-аналітичної системи «Прозорий бюджет», яка своєю чергою торкнеться змін бюджетних процесів Міністерства фінансів, автоматизації систем ДФС та Казначейства, автоматизації систем обліку та звітності на місцевих рівнях.

## Критика
Портал справедливо критикують за низьку швидкість завантаження сторінок та часті перебої в роботі. Донедавна не існувало детальних довідкових матеріалів по роботі з порталом. Для розпорядників відсутній API, що унеможливлює створення більш зручних інструментів для роботи з порталом. Не існує належної підтримки користувачів, що спонукає останніх об'єднуватись на сторонніх ресурсах. Сам портал створено в архаїчному стилі, що суттєво впливає на швидкість внесення інформації розпорядниками.